# Karczewiec (Mazovie)
Pour les articles homonymes, voir Karczewiec.
Karczewiec (prononciation : [karˈt͡ʂɛvjɛt͡s]) est un village polonais situé dans la gmina de Wierzbno dans le powiat de Węgrów et en voïvodie de Mazovie dans le centre-est de la Pologne.

## Histoire
De 1975 à 1998, le village appartenait administrativement à la voïvodie de Siedlce.